# Solidarité (mouvement)
Pour les articles homonymes, voir Solidarité.
« Mouvement solidarité » redirige ici. Pour le parti chypriote, voir Mouvement solidarité (Chypre).
Le mouvement Solidarité (Solidariteit Beweging en afrikaans) est un réseau rassemblant un ensemble d’organisations afrikaans dans le but de promouvoir l’autosuffisance des Afrikaners ou défendre leurs intérêts en tant que minorité ethnique et groupe communautaire dans l'Afrique du Sud contemporaine. Constitué officiellement en 2012 autour du syndicat Solidariteit, il est présidé par Flip Buys.
Rassemblé autour du concept de Selfstanderpolitiek (la politique de se tenir debout), le réseau comprend une vingtaine d'organisations et partenaires, représentant selon les dirigeants du mouvement, 1 000 000 de familles (pour 340 000 adhérents en 2015). La plus importante de ces organisations affiliées est Afriforum, par ailleurs la plus importante ONG afrikaner du pays.

## Organisations affiliées au réseau du mouvement Solidarité

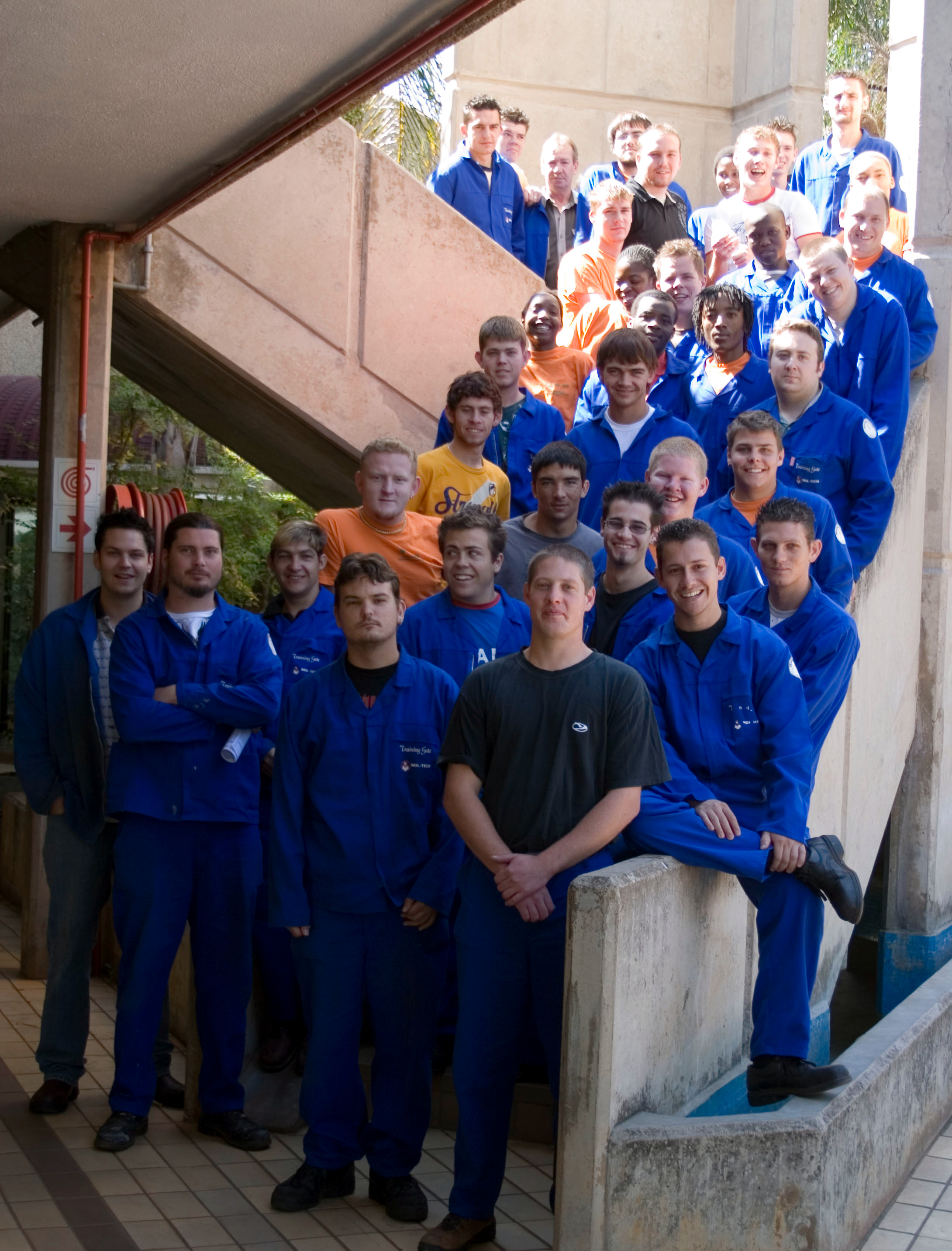
Etudiants de Sol Tech sur le site de Centurion

Une vingtaine d'organisations, indépendantes ou autonomes, mais juridiquement distinctes, sont membres du mouvement Solidarité. On y trouve notamment les organismes suivants :
- Solidariteit, syndicat dont le premier dirigeant, Flip Buys, est à l'origine du mouvement;
  - S Leer, centre d'apprentissage et de formation continue pour les personnes actives (subdivision du syndicat Solidarité) ;
  - Solidarity Building Fund, un groupement de collecte de fonds, créé sur le modèle du mouvement Helpmekaar et de l'association Reddingsdaadbond pour financer l'autonomisation de la communauté afrikaans;
  - Le Fonds juridique de solidariteit, organisme juridique du réseau, géré par le syndicat Solidariteit ;
- Afriforum, organisation non gouvernementale de défense des droits civiques et culturels de la communauté afrikaans, fondé en 2006. Il s'agit de la plus importante organisation afrikaner d'Afrique du Sud en nombre de membres (environ 7 % de la population afrikaner en est membre[4]);
  - De Goede Hoop, résidence universitaire privée, chrétienne et afrikaans pour les étudiants et étudiantes de l'Université de Pretoria. Elle a été créée par AfriForum en 2017 ;
  - Forum Films, une société de production de court, moyens et longs métrages en afrikaans pour la télévision et le cinéma, lancé officiellement par AfriForum le 30 août 2016;
- Solidarity Helping Hand, fondé en 1949, financé par des dons. Sur le modèle de l'association Reddingsdaadbond, intervient dans le domaine social en aide aux communautés afrikaanophones (aide à l'éducation, lutte contre la pauvreté) et principalement, de fait, aux Afrikaners en situation de pauvreté ;
  - Studiefondssentrum :  subdivision de Solidarity Helping Hand, il s'agit d'un organisme de crédit visant à fournir des prêts sans intérêts pour effectuer des études supérieures.
- la Fédération des organisations culturelles afrikaans, association culturelle et pôle de réflexion communautaire afrikaner élitiste. Créée en 1929, elle est à la tête elle-même d'un réseau national et international comprenant une vingtaine d'association ; 
  - Le Fonds d'histoire, créé en 2016 et géré par la FAK, vise à soutenir les projets d'histoire concernant l'histoire des Afrikaners ;
- Akademia, un établissement d'enseignement supérieur privé, permettant l'enseignement en ligne en afrikaans ;
- Sol-Tech, un établissement d'enseignement technique en afrikaans, situé d'abord Centurion puis à Hermanstad à Pretoria West ;
- Skoleondersteuningsentrum, établissement de formation privé axé sur le développement professionnel et personnel des enseignants. Il apporte une aide logistique et juridique aux écoles afrikaans et à leurs enseignants, et apporte une aide au développement de nouvelles écoles chrétiennes de langue afrikaans ;
- Wolkskool, école en ligne disposant un enseignement en afrikaans ;
- Kraal publishers (Kraal Uitgewers), maison d'édition créée en 2007, spécialisée sur l'histoire de l'Afrique du Sud ;
- Maroela Media, média d'information en langue afrikaans et plateforme d'échanges communautaires à visée culturelle;
- De Kock Trust, établi en 1998, vise à mobiliser les investissements dans des projets communautaires afrikaans ;
- Pretoria FM, anciennement Radio Pretoria, une station de radio indépendante et communautaire de langue afrikaans, partenaire du mouvement Solidarité.
- South African Agri Initiative (Saai), réseau d'intérêt agricole, partenaire du mouvement.

## Financement
Le mouvement se finance au travers de ses quatre organisations financières et par les cotisations de ses membres (individus ou organisations).

## Historique
La création du mouvement est l'épilogue dune fragmentation de l'identité afrikaner débutée au cours des années 70 et amplifiée avec la déliquescence du parti national qui avait soutenu et porté le nationalisme afrikaner jusqu'à son paroxysme en mettant en place, à la fin des années 1940, l'apartheid entre les Blancs et les communautés noires (majoritaires) d'Afrique du Sud. 
Après les élections générales sud-africaines de 1994 qui mettent fin à la domination politique afrikaner de l'Afrique du Sud, la mythologie narrative de l'identité afrikaner doit être réformée et débarrassée de ses stigmates résultant de son étroite association avec l'apartheid[réf. nécessaire]. Si certains Afrikaners se tournent complètement vers la culture anglophone sud-africaine et renient leur origine ethnolinguistiques, d'autres s'attachent à leur identité qu'ils perçoivent comme menacée par les politiques (économiques, culturelles, linguistiques) menées par un gouvernement sud-africain hostile à l'afrikaans et qui les traite, selon eux, en citoyens de seconde classe. Ainsi, plusieurs activistes tels Dan Roodt alertent régulièrement leur communauté pour défendre activement leur identité et spécificité afrikaans contre l'avancée de la langue et culture anglaise dans l'éducation, l'édition, l'administration et l'entreprise (Roodt évoque notamment le risque d'un génocide culturel de leur communauté). L'historien Hermann Giliomee (ancien opposant à l'apartheid) évoque de son côté la frustration et la désillusion sans cesse croissante des Afrikaners qui s'estiment aliénés dans l'Afrique du Sud post-apartheid notamment par les politiques de quotas et de discriminations positives. Par ailleurs, la forte criminalité, la délinquance et la déliquescence des services publics les rendent amers. Giliomee note particulièrement l'impact du traitement réservé à la langue afrikaans, évincée des écoles  publiques et des universités et remplacée par l'anglais, y compris dans les autres secteurs publics, devenant de facto la lingua franca d'un pays qui compte 11 langues officielles. Pour Giliomee, la vitalité des Afrikaners en tant que communauté distincte peut leur permettre de relever les défis, de se réinventer et de ne pas disparaitre. 
C'est dans ce contexte que le mouvement Solidarité se constitue, rassemblant en un réseau plusieurs organisations afrikaners. À l'origine se trouve le syndicat Solidariteit dirigé par Flip Buys. Comme l'objet social du syndicat Solidariteit est le droit du travail et la négociation collective, il ne peut mener en son nom un projet qui va bien au-delà de l'activité syndicale. En s'inspirant des différentes institutions d'entraides créées au début du XXe siècle pour sortir les Boers de la pauvreté et développer une autosuffisance communautaire face à l'impérialisme britannique et à des gouvernements pro-britanniques, Buys va donc constituer un réseau activiste communautaire qui est officiellement lancé en 2012. L'objectif affirmé par le mouvement est de créer un avenir pour la communauté culturelle afrikaner et la communauté de langue afrikaans, un avenir où ils pourraient être « libres, en sécurité et prospères ».
En mai 2015, le mouvement rassemble ses membres au Voortrekker Monument pour réfléchir sur le sort de la minorité afrikaner dans l'Afrique du Sud contemporaine. Une motion est adoptée pour étudier les possibilités d'autodétermination des Afrikaners en Afrique du Sud. Un plan de 3,5 milliards de rands est alors conçu pour mettre en place toute une série de prestations pouvant être proposées à la minorité afrikaner et qui ne le seraient pas ou plus par le gouvernement d'Afrique du Sud (formations diverses en afrikaans, recours à des sociétés de sécurité, financement d'activités artistiques et culturelles, aides à la préservation du patrimoine culturel et historiques des Afrikaners, aides juridiques ...).
Ce projet global communautaire est critiqué car il mettrait à l'écart les Afrikaners de la réalité sud-africaine  et de la «nation arc-en-ciel» et effacerait ou limiterait leurs  liens sociaux avec leurs  autres compatriotes sud-africains. Néanmoins, le succès de Solidarité et de ses mouvements affiliés soulignent l'existence d'un fort soutien à la base à ce projet postnationaliste chez les Afrikaners en le sens qu'il n'a pas d'ambition sécessionniste et que son objectif est d'assurer la sécurité culturelle, physique et psychologique des Afrikaners (un volkstaat spirituel).